# ماركوس مارين
ماركوس مارين (بالألمانية: Marcus Marin)‏ (13 ديسمبر 1966 بهامبورغ في ألمانيا - ) هو مدرب كرة قدم ولاعب كرة قدم ألماني في مركز الهجوم. لعب مع شتوتغارت كيكرز وفورتونا دوسلدورف ونادي دويسبورغ ونادي سانت باولي ونادي سيون ونادي كايزرسلاوترن ونادي هامبورغ وهولشتاين كيل و وTuS Dassendorf ‏ ونادي هامبورغ 2 ‏.

## وصلات خارجية
- ماركوس مارين على موقع قاعدة بيانات كرة القدم.إي يو (الإنجليزية)
- ماركوس مارين على موقع بيانات كرة القدم. دي إي (الألمانية)
- ماركوس مارين على موقع عالم كرة القدم.نت (الإنجليزية)